# Brown Study
Albums par Apollo Brown
The Reset
(2010) Clouds
(2011)
Albums par Boog Brown
The Brown Study (Remixes)
(2011)
Brown Study est un album collaboratif d'Apollo Brown et Boog Brown, sorti le 24 septembre 2010.

## Liste des titres
| No  | Titre                                        | Contient un (des) sample(s) de                                                  | Durée |
| --- | -------------------------------------------- | ------------------------------------------------------------------------------- | ----- |
| 1.  | Marinate                                     |                                                                                 | 1:17  |
| 2.  | Master Plan                                  | California My Way de Main Ingredient                                            | 3:46  |
| 3.  | Friction (featuring Miz Korona & Invincible) |                                                                                 | 3:41  |
| 4.  | Just Be                                      | You Make the Sun Shine des Temprees                                             | 3:11  |
| 5.  | My Love (featuring Poodie the Byz)           | With You de Main Ingredient                                                     | 3:21  |
| 6.  | Friends Like These (featuring Kam Moye)      | Don't Let It End This Way de Betty Wright                                       | 3:03  |
| 7.  | Carpe Diem                                   | Everything's Been Changed de The 5th Dimension Don't Turn Around de Black Ivory | 3:40  |
| 8.  | Shine                                        |                                                                                 | 2:59  |
| 9.  | Blink                                        | I Love You More Than You'll Ever Know de Blood, Sweat and Tears                 | 4:05  |
| 10. | Play the Game (featuring Kenn Starr)         | Telegram d'Eleanore Mills For You de Barbara & Ernie                            | 3:49  |
| 11. | UPS                                          |                                                                                 | 2:57  |
| 12. | Understanding                                | You Ain't Livin' Unless You're Lovin' de The Glass House                        | 3:54  |